# ロミフィジン
ロミフィジン（英：Romifidine）は、主にウマなどの大型動物の鎮静薬として獣医学で使用される薬物であるが、様々な種で使用されることがある。ヒトでは使用されないが、一般に使用されているクロニジンと構造が類似する。
ロミフィジンはα2アドレナリン受容体サブタイプのアゴニストとして作用する。副作用として徐脈や呼吸抑制などがある。よくケタミンやブトルファノールなどの他の鎮静薬または鎮痛薬と併用される。ヨヒンビンは効果を速やかに反転させるための解毒剤として使用できる。

## 用途
ロミフィジンは数カ国においてイヌとネコで認可されている。ロミフィジンは非食用馬で認可されている。ロミフィジンは他のα2アドレナリン受容体作動薬と比較して、起立鎮静時の運動失調が弱い可能性がある。

## 薬理学
ロミフィジンはα2アドレナリン受容体のアゴニストであり、イミダゾリン受容体と340：1の比率で結合する。

## 副作用
ヒツジにロミフィジンを投与すると、肺マクロファージが活性化され、毛細血管の血管内皮やI型肺胞上皮細胞を傷害する。これにより肺胞出血と水腫を引き起こし、低酸素血症を引き起こす。